# Penaltový rozstřel SK Baťov 1930 – FC Fryšták
Penaltový rozstřel SK Baťov 1930 – FC Fryšták se konal 3. června 2016 v rámci fotbalového přeboru Zlínského kraje. Předcházelo mu utkání mezi domácím týmem SK Baťov 1930 a hosty z FC Fryšták, které skončilo nerozhodně 3:3 (po prvním poločase vedli domácí 2:1) a muselo být rozhodnuto penaltovým rozstřelem. Utkání rozhodl až 52. pokutový kop, když hostující Jan Hřebačka neskóroval a Baťov zvítězil 22:21.
Byl tím vytvořen nový světový rekord v nejdelším penaltovém rozstřelu. Předchozí rekord vytvořily týmy KK Palace a Civics v Namibijském poháru v roce 2005. KK Palace vyhráli 17:16, a to po 48 pokutových kopech.
Zpráva o rekordním rozstřelu se dostala do řady médií po celém světě.

## Průběh
Rekordní rozstřel byl odehrán ve Sportovním areálu Baťov v Otrokovicích v rámci 24. kola krajského přeboru před necelými 200 diváky, trval 38 minut. Hráči Fryštáku, kteří kopali jako druzí v pořadí, měli třikrát mečbol, a to za stavu 4:4, 11:11 a 14:14. Baťov ale všechny odvrátil. Utkání rozhodl proměněnou penaltou baťovský fotbalista Petr Janovský, protože hostující Jan Hřebačka v následujícím kopu pouze přestřelil bránu.